# 天主教特里卡里科教区
天主教特里卡里科教區（拉丁語：Dioecesis Tricaricensis）是天主教會在義大利的一個教區。屬波坦察-穆羅盧卡諾-新馬爾西科總教區。

## 歷史
教區於968年成立，奉行拜占庭禮。1060年改行拉丁禮，但在某些地區到13世紀上半葉仍然舉行拜占庭禮彌撒，而拜占庭禮的殘餘更保留到18世紀。

## 現況
教區位於巴斯利卡塔中部，包括波坦察省和馬泰拉省共十九市。2010年有教友35,000人，佔轄區總人口95.4。教區下轄三十二個堂區，有三十三名司鐸。現任教區主教為味噌爵·卡米列·奧羅菲諾。